# Le Mesnil-au-Grain

Le Mesnil-au-Grain este o comună în departamentul Calvados, Franța. În 1 ianuarie 2022 avea o populație de 74 de locuitori.